# HAT-P-23
HAT-P-23 eller Moriah är en ensam stjärna i den mellersta delen av stjärnbilden Delfinen. Den har en skenbar magnitud av ca 11,94 och kräver ett teleskop för att kunna observeras. Baserat på parallax enligt Gaia Data Release 2 på ca 2,7 mas, beräknas den befinna sig på ett avstånd på ca 1 200 ljusår (ca 369 parsek) från solen. Den rör sig närmare solen med en heliocentrisk radialhastighet på ca -14 km/s.

## Nomenklatur
HAT-P-23 fick på förslag från Israel namnet Moriah i NameExoWorlds-kampanjen som 2019 anordnades av International Astronomical Union. Samtidigt tilldelade IAU namnet Jebus till exoplaneten HAT-P-23b. Namnen är den antika benämningen av berget i centrum av Jerusalem respektive av staden själv före romartiden.

## Egenskaper
HAT-P-23 är en gul till vit stjärna i huvudserien av spektralklass G0 D med stark stjärnfläcksaktivitet. Den har en massa som är ca 1,1 solmassor, en radie som är ca 1,2 solradier och har ca 1,6 gånger solens utstrålning av energi från dess fotosfär vid en effektiv temperatur av ca 5 900 K.

## Planetsystem

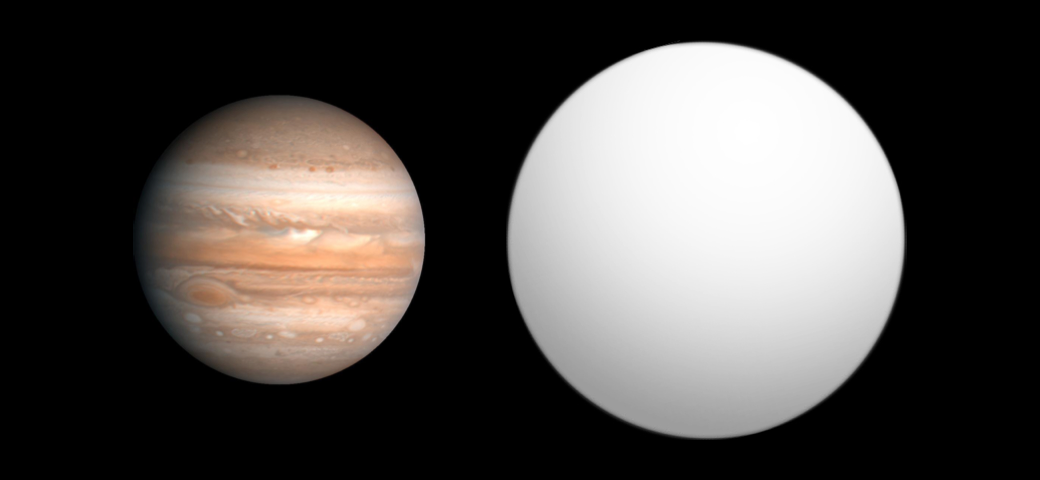
Storleksjämförelse av HAT-P-23 b och Jupiter

År 2010 upptäcktes en transiterande het Jupiterliknande planet. Den har en uppmätt nattemperatur på 2 154 ± 90 K. Planeten tros befinna sig i en instabil bana och förväntas uppslukas av sin moderstjärna om ca 7,5+2,9−1,8 miljoner år från nu, även om tidmätningar av flera transiter sedan upptäckten inte har kunnat upptäcka någon minskning av omloppsperioden. Planetbanan är troligen i linje med stjärnans ekvatorialplan, felinriktning lika med 15 ± 22°. Färgen på planetatmosfären är grå. Atmosfären saknar mestadels moln och visar preliminärt en närvaro av titan(II)oxid.
| Planet | Massa             | Halv storaxel (AE) | Siderisk omloppstid (d) | Excentricitet | Inklination | Radie            |
| ------ | ----------------- | ------------------ | ----------------------- | ------------- | ----------- | ---------------- |
| b      | ≥ 2,09 ± 0,111 MJ | 0,0232 ± 0,0002    | 1,2128868 ± 0,0000004   | 0,096 ± 0,096 | 85,1 ± 1,5° | 1,224 ± 0,037 RJ |